# Administradora Coahuilense de Infraestructura y Transporte Aéreo
Administradora Coahuilense de Infraestructura y Transporte Aéreo (ACITA) est l'exploitant de quatre aéroports dans l'État de Coahuila, au Mexique.  

## Aéroports opérationnels
| \| 500 km1:6 468 000 \| Saltillo Monclova Piedras Negras Ciudad Acuña |
| 500 km1:6 468 000                                                     |

| Aéroport                                 | Ville          | État     | OACI | IATA |
| ---------------------------------------- | -------------- | -------- | ---- | ---- |
| Aéroport international de Ciudad Acuña   | Ciudad Acuña   | Coahuila | MMCC | ACN  |
| Aéroport international de Monclova       | Monclova       | Coahuila | MMMV | LOV  |
| Aéroport international de Piedras Negras | Piedras Negras | Coahuila | MMPG | PDS  |
| Aéroport de Saltillo                     | Saltillo       | Coahuila | MMIO | SLW  |

C’est une société privée détenue à 51% par le gouvernement de l’État de Coahuila et 49% par ACITA (Administradora Coahuilense de Infraestructura y Transporte Aéreo).

## Nombre de passagers
Nombre de passagers dans chaque aéroport d'ici 2018:  
| Rang  | Aéroport                                 | Ville          | État     | Passagers |
| ----- | ---------------------------------------- | -------------- | -------- | --------- |
| 1     | Aéroport de Saltillo                     | Saltillo       | Coahuila | 42 533    |
| 2     | Aéroport international de Piedras Negras | Piedras Negras | Coahuila | 26 729    |
| 3     | Aéroport international de Monclova       | Monclova       | Coahuila | 2 175     |
| 4     | Aéroport international Ciudad Acuña      | Ciudad Acuña   | Coahuila | N / A     |
| Total |                                          |                |          | 71 437    |

## Voir également
- Liste des aéroports les plus fréquentés du Mexique